# Marcin Kaszuba
Marcin Dominik Kaszuba (ur. 15 lipca 1973 w Warszawie) – polski urzędnik państwowy, doradca ds. inwestycji, w latach 2003–2004 podsekretarz stanu w Kancelarii Prezesa Rady Ministrów i rzecznik prasowy rządu Leszka Millera, w 2005 podsekretarz stanu w Ministerstwie Gospodarki i Pracy.

## Życiorys
Absolwent Wydziału Dziennikarstwa i Nauk Politycznych Uniwersytetu Warszawskiego (1998), studiów doktoranckich na tej uczelni (2000) oraz studiów MBA w Instytucie Nauk Ekonomicznych PAN (2015). Ukończył też studia podyplomowe w Krajowym Centrum Edukacji Europejskiej.
Od 1995 do 1997 pracował kolejno w Biurze Prasowym Urzędu Rady Ministrów i w Centrum Informacyjnym Rządu. W latach 1997–2001 był doradcą i ekspertem public affairs w Grupie Doradztwa Strategicznego, odpowiedzialnym za wizerunek korporacyjny i polskie kampanie medialne m.in. międzynarodowych przedsiębiorstw branży lotniczej: Bell Helicopter oraz Gulfstream Aerospace.
W 2001 wrócił do administracji rządowej, obejmując stanowisko rzecznika prasowego i jednocześnie dyrektora biura prasowego Ministerstwa Finansów, a następnie Ministerstwa Gospodarki. W 2003 został rzecznikiem prasowym PKN Orlen. Od 23 lipca 2003 do 2 maja 2004 sprawował urząd podsekretarza stanu w Kancelarii Prezesa Rady Ministrów, będąc jednocześnie rzecznikiem prasowym Rady Ministrów.
Od sierpnia 2004 do czerwca 2005 pełnił funkcję wiceprezesa zarządu Polskiej Agencji Informacji i Inwestycji Zagranicznych, następnie do października 2005 zajmował stanowisko podsekretarza stanu w Ministerstwie Gospodarki i Pracy, odpowiedzialnego za inwestycje zagraniczne, po czym powrócił do PAIiIZ. W tym czasie opracował system finansowego wsparcia inwestorów zagranicznych, jednocześnie finalizując negocjacje z LG Philips, IBM, Hewlett-Packard, Volvo i Delphi, które zdecydowały lokować kapitał w Polsce. W latach 2006–2010 zajmował się kompleksową obsługą inwestorów zagranicznych (m.in. Lenovo, Denso, TPV, NSN, Bosch, Franklin Templeton, Fidelity Investments) oraz public relations i public affairs w firmie doradczej Ernst & Young.
Od 2010 do 2016 pełnił funkcję dyrektora Departamentu Komunikacji i Promocji Narodowego Banku Polskiego. Od lutego 2016 do grudnia 2017 był dyrektorem zarządzającym ds. komunikacji i relacji z klientami na Giełdzie Papierów Wartościowych w Warszawie. Zainicjował powstanie centrum IPO w Mińsku na Białorusi oraz postulował wprowadzenie Real Estate Investment Trust do polskiego porządku prawnego. W 2019 wygrał sprawę przed sądem pracy przeciwko temu pracodawcy. Sąd Rejonowy orzekł o niezgodnym z prawem rozwiązaniu umowy o pracę przez GPW.
Autor publikacji w takich czasopismach jak „The Wall Street Journal Polska”, „Forbes”, „Rzeczpospolita”, „Dziennik Gazeta Prawna” i „Puls Biznesu”.

## Odznaczenia i wyróżnienia
W 2016 otrzymał odznakę honorową „Za zasługi dla bankowości Rzeczypospolitej Polskiej”.
Dwukrotnie uhonorowany nagrodą PRotony – w kategorii „osoba/zespół ds. komunikacji firmy lub korporacji” (2010) oraz w kategorii „osoba/zespół ds. komunikacji w instytucji/administracji publicznej”' (2014). W 2010 uznany przez redakcję „Dziennika Gazety Prawnej” za najlepszego polskiego specjalistę od public i media relations.